# ارمیاس راه‌راه
ارمیاس راه‌راه یا ارمیاس خط‌دار (نام علمی: Eremias lineolata) (که معمولاً به عنوان تیزروی راه‌راه شناخته می‌شود)، گونهای سوسمار است که در قزاقستان، ترکمنستان، تاجیکستان، ازبکستان، ایران و افغانستان یافت می‌شود.